# Stazione di Yumemino
La stazione di Yumemino (ゆめみ野駅?, Yumemino-eki) è una stazione ferroviaria di Toride, città della prefettura di Ibaraki e servita dalla linea Jōsō delle Ferrovie del Kantō.

## Linee
Ferrovie del Kantō
● Linea Jōsō

## Struttura
La stazione è dotata di un marciapiede a isola centrale con due binari passanti in superficie. A causa della geografia della zona, la stazione viene a trovarsi parzialmente in sotterranea.
| 1 | ■ Linea Jōsō | per Toride                         |
| 2 | ■ Linea Jōsō | per Moriya, Mitsukaido e Shimodate |

## Stazioni adiacenti
| «           | Servizio      | »          |
| Linea Jōsō  | Linea Jōsō    | Linea Jōsō |
| ----------- | ------------- | ---------- |
| Shin-Toride | Locale Rapido | Inatoi     |